# 灵斯泰兹
灵斯泰兹是丹麦西兰大区靈斯泰茲市鎮内的一座城市。

## 友好城市
- 芬兰萨斯塔马拉
- 匈牙利珍珠市
- 瑞典舍夫德市镇
- 挪威哈尔登
- 捷克库特纳霍拉
- 美国艾奥瓦州灵斯特德